# 姫路藩

姫路藩
姫路藩

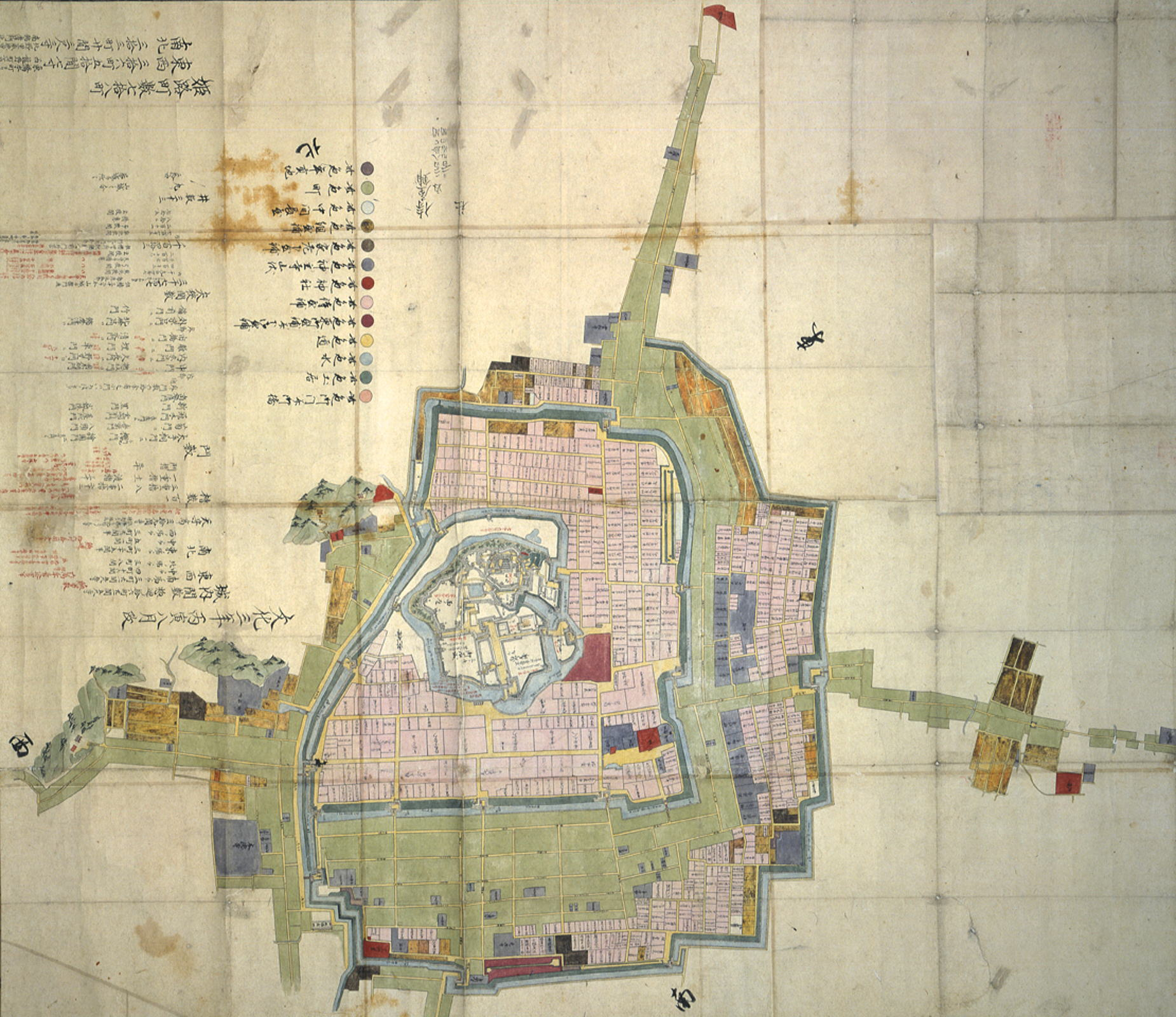
姫路城下と街道沿いの町割りを描いた「姫路城下絵図」。文化3年（1806年）。

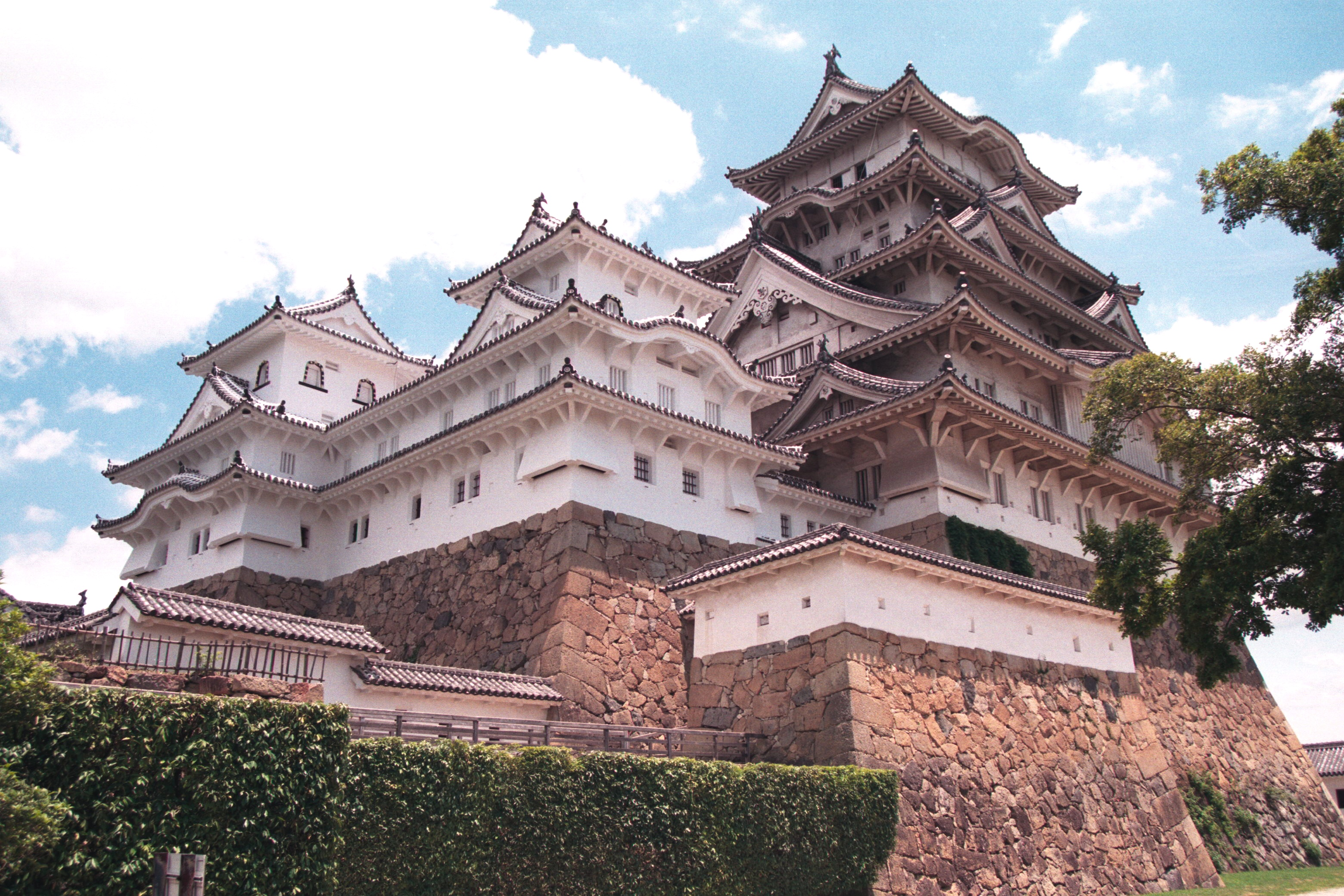
姫路藩歴代藩主居城姫路城

姫路藩（ひめじはん）は、播磨国飾東郡にあって現在の兵庫県西南部を治めた藩。藩庁は姫路城（姫路市）。藩主ははじめ外様の池田家で、のち譜代大名が転々とした末に、1749年（寛延2年）から廃藩置県までは徳川譜代の名門酒井氏で続いた。石高ははじめ52万石、のち15万石。

## 歴史

### 前史

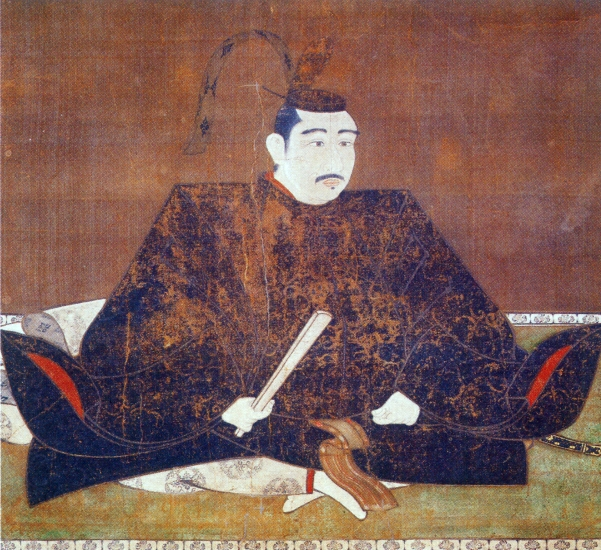
姫路藩初代藩主池田輝政

現在の姫路市域はもともと播磨の守護大名赤松氏の地盤であったが、戦国時代には赤松氏宗家が衰えて赤松氏支流の小寺氏の勢力下に入り、姫路城は小寺氏の重臣黒田氏が居城としていた。織田信長の勢力が中国路に伸び、その重臣羽柴秀吉が播磨に進出してくると、黒田孝高（官兵衛）は秀吉に居城姫路城を譲り、織田家の中国制覇の根拠地となる。秀吉が信長の後継者となって大坂城に移った後も黒田家には返却されず、秀吉の正室北政所（ねね）の実兄木下家定が2万5000石を領して姫路城主となった。

### 池田家時代
1600年、徳川家康によって木下家は備中足守に移され、関ヶ原の戦いの戦功により三河吉田に15万石を領する池田輝政が播磨一国52万石を与えられて姫路に入封し、姫路藩が成立した。輝政が一躍3.5倍の大封を与えられたのは、その後妻が家康の愛娘督姫（北条氏直未亡人）であった縁によるが、輝政の嫡男利隆は前妻との間の息子であったため、さらに督姫の生んだ次男忠継に備前岡山28万石、三男忠雄に淡路一国6万石が与えられた。さらに輝政の弟長吉は兄と別に因幡鳥取6万石を領していたので、池田家は徳川家の准一門として畿内近国の西縁に一家で総計100万石に近い領土を有するに至った。この雄藩池田家の居城としてふさわしいよう、播磨52万石の表高の2割打ち出し検地を行なうなどの強烈な苛政を極め、一国の総力をあげて築城されたのが国宝姫路城である。本城姫路城の他に三木城（伊木忠次）・明石城（船上城）（池田利政）・高砂城（中村正勝）・龍野城（鶏籠山城）（荒尾成房）・平福城（利神城）（池田由之）・赤穂城（加里屋城）（池田長政）を支城として配置した。
1613年、輝政が没すると、姫路藩を継いだ嫡男利隆は、次男忠継の夭折後に岡山藩を継いでいた三男忠雄に播磨国内西部の13万石を譲り、39万石となった。さらに1617年、利隆が若くして没すると、嫡男光政が幼かったため、幼君には要衝姫路を任せられないという理由で鳥取藩32万石に転封された。

### 本多家時代
その後、姫路には徳川四天王の一人本多忠勝の子忠政が15万石で入封した。さらに、忠政の甥政勝が5万石で龍野藩に入り、忠政の嫡男で将軍徳川秀忠の娘千姫（豊臣秀頼未亡人）と結婚した忠刻が、父とは別に播磨国内10万石を領して、要衝播磨は譜代の名門本多家の総計30万石によって固められた。一方、その他の旧池田家の播磨の所領は、松平信康の娘である峯高院と妙高院の姉妹が嫁いだ明石藩小笠原家10万石、および徳川家康の愛娘・良正院の化粧料遺領を分配した赤穂藩3.5万石、平福藩2.5万石、山崎藩3.8万石とその池田家一族の鵤藩1万石、林田藩1万石の中小藩に分割されている。
その後、本多忠刻は父に先立って病没したので、忠刻の弟で播磨国龍野藩主であった政朝が姫路15万石を継ぎ、残りの10万石は忠政の三男・忠義の4万石と忠政の外孫・小笠原長次の6万石に分割された。
1639年、政朝の跡を継いだ政勝は大和郡山15万石に移された。

### 奥平松平家・榊原家・本多家（再封）・結城松平家時代
代わって郡山から家康の外孫松平忠明が入封するが1644年に没し、嫡子が幼いことから1648年に奥平松平家は出羽山形に転封となった。以後、15万石をもって譜代・親藩の名門が姫路を領し、播磨が要衝である故をもって幼君が出れば転出することが繰り返された。奥平松平家と交代で山形より結城松平家が入ったが、（松平直矩が幼少のため）越後村上に転封、陸奥白河より榊原家が入って（榊原政倫が幼少のため）越後村上に転封、交代で越後村上より再び結城松平家（成人した松平直矩）が入って（直矩が咎を受けたため懲罰で）豊後日田に転封、陸奥福島より再び本多家が入って（本多忠孝が幼少のため）越後村上に転封し、交代に越後村上から再び榊原家が入った。
1704年に再入封した榊原家は、本多忠勝と並ぶ徳川四天王の榊原康政を祖とする譜代の名門で、3代30年以上にわたって姫路藩15万石を領したが、第8代当主政岑のとき、8代将軍・徳川吉宗の倹約令を無視して派手を好み、吉原遊廓の花魁を大名自ら身請けするなどの遊興が幕府の怒りを買い、政岑は隠居の上、榊原家は豊かな西国の姫路から内高が少なく実収の乏しい北国の越後高田15万石に懲罰的転封された。しかしこれも、隠居に伴い相続した後継の榊原政純が幼少のため、という理由もある。
1741年に榊原家に代わって再び入封した結城松平家も、その8年後には松平朝矩の幼少を理由に上野前橋へ転封された。

### 酒井家時代
結城松平家の転封後、代わって老中首座酒井忠恭が前橋から入封する。姫路藩の酒井家は徳川家康の重臣酒井正親・重忠を祖とし、大老酒井忠世・酒井忠清を出した酒井雅楽頭家の宗家である。老中を務めていた忠恭の前橋領は居城が侵食されるほどの大規模な水害が多発する難所であり、加えて酒井家の格式を維持する費用、幕閣での勤めにかかる費用、放漫な財政運用などにより酒井家は財政が破綻していたため、忠恭は「同石高ながら実入りがいい」と聞いていた姫路への転封をかねてより目論んでいた。実際は、姫路領では前年に大旱魃が起き、そこに重税と転封の噂が重なり、寛延の百姓一揆と呼ばれる大規模な百姓一揆が起こっていたが、酒井家は気がついていなかった。それでも転封は実現したが、その年の夏に姫路領内を2度の台風が襲い、水害が発生し大変な損害を出し、転封費用も相まって財政はさらに悪化することとなった。ともあれ酒井家以降、姫路藩は頻繁な転封がなくなり、ようやく藩主家が安定した。歴代の姫路藩主は前橋時代同様にしばしば老中、大老を務め、幕政に重きを成した。
幕末には藩主酒井忠績が1865年に大老となり、河合宗元ら勤王派の制圧に力を振るったが、1867年に蟄居した。弟で次の藩主になった酒井忠惇は老中となるが、鳥羽・伏見の戦いで徳川将軍家の徳川慶喜に随行して大坂退去にも同道したので、戊辰戦争では姫路藩は朝敵の名を受け、官軍の討伐対象とされた。在国の家臣は1月17日に無血開城して姫路城は岡山藩に占領されるが、3月7日になって藩主忠惇の官位剥奪と入京禁止が命じられ、会津藩などと同様に慶喜の共犯者とみなされた。慶喜が江戸城を無血開城して恭順の意を表明すると、江戸藩邸にいた忠績・忠惇もそれに従って新政府軍に降伏した。ところが5月5日になって、忠績は江戸の大総督府に対して、酒井家は徳川家の臣であり天皇家の臣として主家と相並ぶことを拒絶して所領没収を望む、との嘆願書を提出した。姫路藩は、5月20日に忠惇が蟄居して分家上野伊勢崎藩酒井家から迎えた酒井忠邦に藩主の地位を譲り、軍資金として15万両を新政府に献上することで藩存続を許されるものの、佐幕派として立場が明確となった忠績への対応が迫られることになった。しかし、忠邦や重臣たちの説得に忠績は応じず、蟄居中の忠惇も忠績に同調する動きを示した。7月23日、新政府は家老の高須隼人・重臣河合屏山らに対して、忠績・忠惇の言動の背景には彼らの側近である佐幕派の影響があるとして、彼らの処断を迫った。このため、高須らは佐幕派の粛清に乗り出し、自害4名・永牢7名など多数の家臣が処分された。そして9月14日に忠績が実弟の酒井忠恕（元旗本、忠惇には兄にあたる）に預けられ、忠惇も静岡藩に身柄を移された後、明治2年（1868年）9月28日に赦免されて同じく忠恕に預けられた。こうした事情からか、明治元年（1867年）11月に河合屏山の進言で諸藩に先駆けて版籍奉還の建言書を提出する。
廃藩置県が実施されると姫路藩は姫路県となり、飾磨地方の諸県と合併して飾磨県となるが、1876年に飾磨県は廃止されて兵庫県に合併された。華族に列した藩主家は1887年に伯爵を受爵し、雅楽頭家宗家からそれぞれに分家していた忠績と忠惇にも1889年に男爵が授けられる。

## 藩政
姫路藩のある飾磨地方は古代から田畑の開発が進み、比較的豊かであったが、52万石時代に築城された姫路城を抱えるなど、15万石の身代にはつりあわない格式の高さや、譜代の名門として避けがたい幕政への参与から出費が嵩み、財政は常に厳しかった。藩の出費の多さは領民に高い年貢として跳ね返って不満が募り、1749年の藩主交代時には藩全域を巻き込んだ姫路藩寛延一揆が起こる。
一揆を経て入封した酒井家のもとでは転封が収まり、領民にとってはやや安定を取り戻した格好になるが、藩財政は依然として厳しかった。19世紀の初頭には、藩の借金は73万両という莫大な額にのぼった。
このような状況のもと、1808年に家老河合道臣（寸翁）が諸方勝手向に任ぜられ、財政改革に取り組んだ。寸翁は質素倹約令を敷き出費を抑えさせる一方、領内の各地に義倉（固寧倉）を設けて農民を救済し、藩治を安定させるよう努力した。また、新田開発を進め、飾磨港を整備して米の生産と流通を強化した。さらに、特産品である木綿の専売制を導入して莫大な利益を藩にもたらし、ついに藩の借金を完済した。また、姫路藩にはすでに藩校の好古堂があったが、寸翁は私財を投じて仁寿山黌を設立、頼山陽や森田節斎、猪飼敬所らに漢学・国学・医学を教授させ、優秀な人材の育成に取り組んだ。

## 歴代藩主

### 池田家
外様 52万石
1. 輝政
2. 利隆
3. 光政

### 本多家
譜代 15万石
1. 忠政
2. 政朝
3. 政勝

### 奥平松平家
親藩 18万石
1. 忠明
2. 忠弘

### 結城松平家
親藩 15万石
1. 直基
2. 直矩

### 榊原家
譜代 15万石
1. 忠次
2. 政房
3. 政倫

### 結城松平家
親藩 15万石
1. 直矩

### 本多家
譜代 15万石
1. 忠国
2. 忠孝

### 榊原家
譜代 15万石
1. 政邦
2. 政祐
3. 政岑
4. 政純

### 結城松平家
親藩 15万石
1. 明矩
2. 朝矩

### 酒井家
譜代 15万石
1. 忠恭
2. 忠以
3. 忠道
4. 忠実
5. 忠学
6. 忠宝
7. 忠顕
8. 忠績
9. 忠惇
10. 忠邦

## 重臣
酒井家
- 河合（川合）家
河合（川合）家は河合宗在が徳川家康に仕え、永禄4年（1561年）に酒井正親に与力として附属せられて以降代々酒井家の家老職を務める。
河合宗在－甚四郎－宗則－川合宗次－宗賀－宗秀－亀千代＝宗広（宗秀弟）＝章恒（宗広弟）－定恒－宗見－河合道臣＝良翰（屏山、松下高和次男）＝良臣（道臣長男）

## 幕末の領地
- 播磨国
  - 加古郡のうち - 95村
  - 印南郡のうち - 111村
  - 加東郡のうち - 22村
  - 加西郡のうち - 9村
  - 神東郡のうち - 64村
  - 神西郡のうち - 39村
  - 飾東郡のうち - 70村
  - 飾西郡のうち - 69村
  - 揖東郡のうち - 1村（家島諸島）
  - 揖西郡のうち - 1村（室津）